# Tampekan
Tampekan is een bestuurslaag in het regentschap Buleleng van de provincie Bali, Indonesië. Tampekan telt 603 inwoners (volkstelling 2010).